# Síndrome respiratorio agudo grave
El síndrome respiratorio agudo grave (SRAG), o síndrome respiratorio agudo severo (SRAS), también conocido por sus siglas en inglés SARS (severe acute respiratory syndrome), es una neumonía atípica causada por el coronavirus SARS-CoV que apareció por primera vez en noviembre de 2002 en Foshan la provincia de Guangdong en China, provincia de Cantón ese primer mes se registraron los primeros 66 casos, se fueron duplicando los casos hasta que llegó al pico de infectados. Se propagó a las vecinas Hong Kong y Vietnam a finales de febrero de 2003, cuando había 528 infectados, y luego a otros países a través de viajes por medio aéreo o terrestre de personas infectadas. La enfermedad ha tenido una tasa promedio de mortalidad global cercana a un 13 %, para finales del mes de junio del 2003 llegó al pico con 8448 infectados.
La tasa de mortalidad varió en cada país, lo que puede ser parcialmente explicado por las diferencias en los informes. Debe tenerse en cuenta que esta tasa no toma en cuenta las posibles muertes futuras que resulten de la enfermedad o de los casos no reportados de SARS por no mostrar los síntomas conocidos. El 19 de abril de 2003, el investigador de Harvard Henry Niman actualizó la tasa de mortalidad a un 18,2 % para Canadá y Hong Kong.

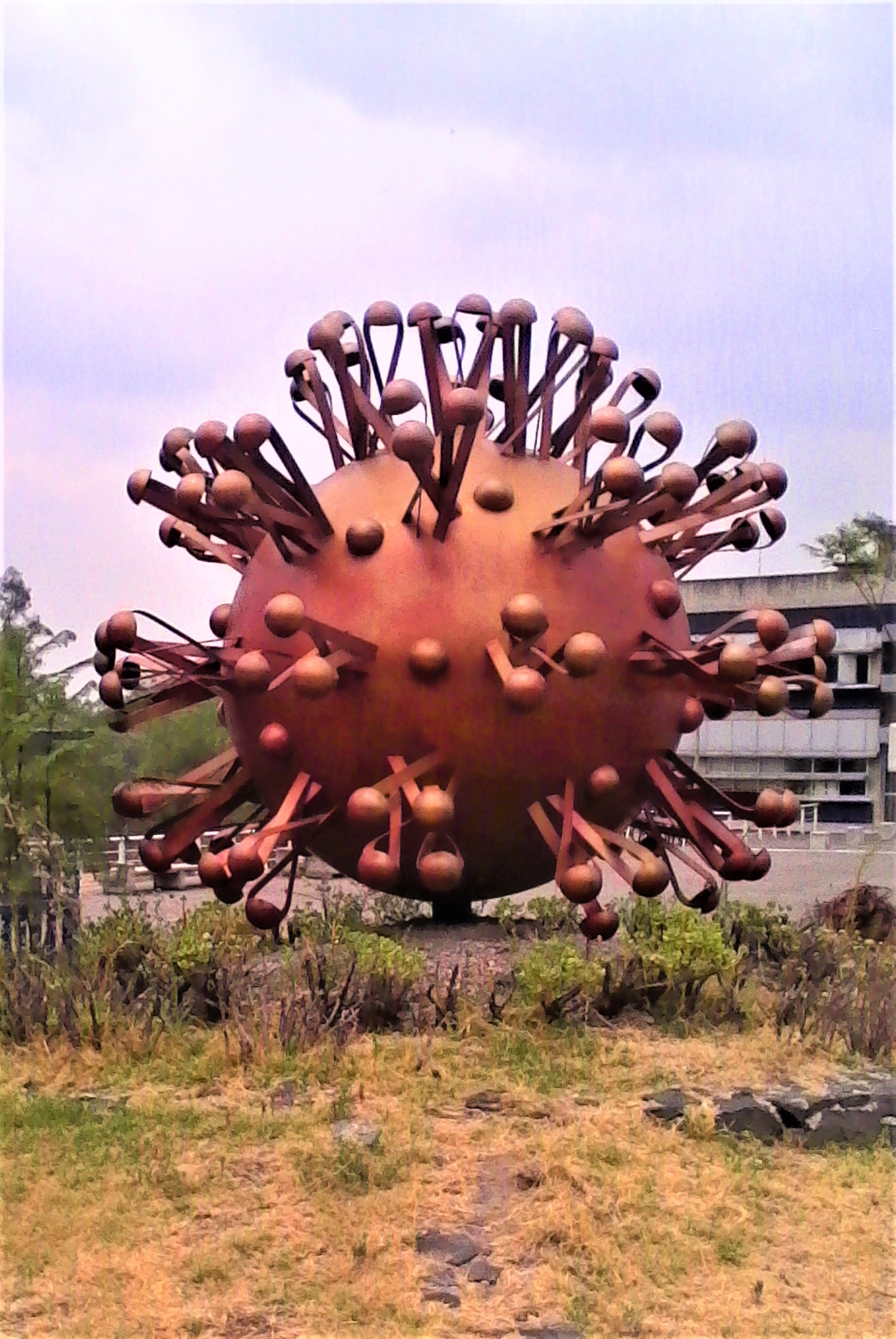
Escultura coronavirus ubicada en el Instituto de Investigaciones Biomédicas de la UNAM, México

Las posibilidades de que las personas que padecen el SARS pudiesen mantenerse "asintomáticas", lo que significaría que los portadores podrían mezclarse con la población sin recibir tratamiento, son pequeñas, según lo dicho por los funcionarios de la OMS (2003).
Si bien en marzo de 2003 algunos científicos clasificaron al SARS como un paramixovirus, posteriormente la Organización Mundial de la Salud (OMS) y los laboratorios clasificaron a este virus como SARS-CoV, un tipo de coronavirus no conocido con anterioridad en seres humanos.
La epidemia de SARS de 2003 en varios países de Asia ayudó a adquirir un aprendizaje sobre cómo controlar este tipo de enfermedades, aprendizaje que luego se aplicó en la pandemia de covid-19.

## Historia

### Brote en China

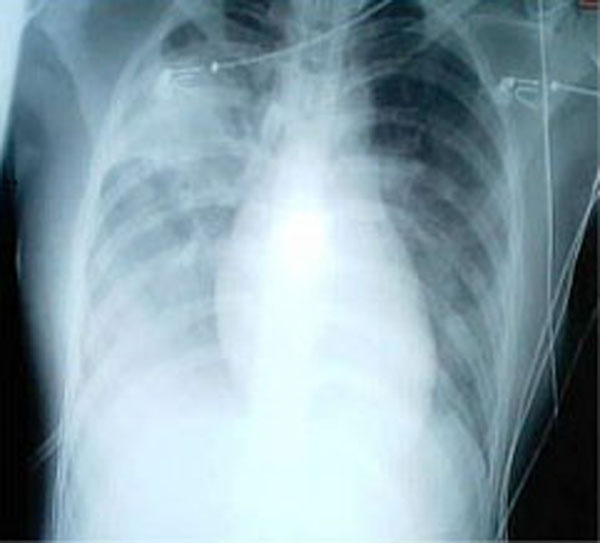
Una radiografía de pecho mostrando opacidad aumentada en ambos pulmones, indicativo de neumonia, en un paciente con SARS.

El virus se originó en la provincia de Yunán y el brote epidémico parece haberse iniciado en la provincia de Guandong en noviembre del 2002, y en los primeros días de abril de 2003, el SARS comenzó a recibir una mayor atención en los medios oficiales. Sin embargo, también a principios de abril las acusaciones emergieron respecto de los casos no registrados en los hospitales militares de Pekín. Después de una intensa presión, los funcionarios chinos permitieron que funcionarios internacionales investigaran la situación.
A finales de abril, importantes revelaciones emergieron a la luz pública, cuando el gobierno chino admitió haber comunicado un menor número de casos que el realmente existente, debido a los problemas inherentes al sistema de sanidad. Tras haber ocultado el brote hasta que alcanzó escala internacional, dos importantes funcionarios chinos fueron destituidos y los sistemas se están adaptando para mejorar la divulgación y control en la crisis del SARS. Desde entonces, China ha tomado un papel mucho más activo y transparente en el combate de la epidemia del SARS.[cita requerida]

### Propagación a otros países
El 15 de marzo de 2003, la OMS anunció una alerta mundial, seguida por una alerta sanitaria de los Centros para el Control y la Prevención de las Enfermedades (CDC en inglés) de los Estados Unidos. 
A 15 de abril de 2003 la OMS reconoció 2112 casos divulgados y 154 fallecidos. La OMS anunció que hasta esa fecha la transmisión local del SARS había ocurrido en Toronto, Singapur, Hanói, Taiwán, y las regiones chinas de Cantón, Hong Kong, y Shanxi.
Los Centros para el Control y la Prevención de Enfermedades, con sede en Atlanta (Estados Unidos), anunciaron a principios de abril su convicción de que un extraño tipo de coronavirus, posiblemente un tipo nunca antes visto en humanos, es el agente infeccioso responsable de la propagación del SARS.

### Rebrotes menores
A finales de abril de 2003 unas 500 personas se encontraban en cuarentena en Pekín y la provincia de Anhui. También se inspeccionan los laboratorios que investigan la enfermedad.
| País o región  | Casos | Muertes | Tasa de letalidad (%) |
| -------------- | ----- | ------- | --------------------- |
| China *        | 5327  | 349     | 7                     |
| Hong Kong *    | 1755  | 299     | 17                    |
| Taiwán *       | 346   | 37      | 11                    |
| Canadá         | 251   | 43      | 17                    |
| Singapur       | 238   | 33      | 14                    |
| Vietnam        | 63    | 5       | 8                     |
| Estados Unidos | 27    | 0       | 0                     |
| Filipinas      | 14    | 2       | 14                    |
| Tailandia      | 9     | 2       | 22                    |
| Alemania       | 9     | 0       | 0                     |
| Mongolia       | 9     | 0       | 0                     |
| Francia        | 7     | 1       | 14                    |
| Australia      | 6     | 0       | 0                     |
| Malasia        | 5     | 2       | 40                    |
| Suecia         | 5     | 0       | 0                     |
| Italia         | 4     | 0       | 0                     |
| Reino Unido    | 4     | 0       | 0                     |
| Corea del Sur  | 3     | 0       | 0                     |
| India          | 3     | 0       | 0                     |
| Indonesia      | 2     | 0       | 0                     |
| Sudáfrica      | 1     | 1       | 100                   |
| España         | 1     | 0       | 0                     |
| Irlanda        | 1     | 0       | 0                     |
| Kuwait         | 1     | 0       | 0                     |
| Macao *        | 1     | 0       | 0                     |
| Nueva Zelanda  | 1     | 0       | 0                     |
| Rumania        | 1     | 0       | 0                     |
| Rusia          | 1     | 0       | 0                     |
| Suiza          | 1     | 0       | 0                     |
| Total          | 8096  | 774     | 9.6                   |

## Propagación
La forma de transmisión de la enfermedad no está muy clara todavía, aunque se sospecha que se transmite principalmente a través del contacto directo entre las personas. El virus puede propagarse por inhalación de pequeñas gotas expelidas por una persona infectada cuando tose o estornuda, o posiblemente a través del contacto con secreciones en objetos. 
Además, la OMS informa que no se ha dado ningún caso en que el contacto con productos, animales o materiales procedentes de las zonas afectadas por el SARS haya sido fuente de infección para las personas. Por tanto, no existen razones para pensar que el contacto externo con los envíos postales (cartas, paquetes, prensa, etc.) o mercancías que llegan desde zonas afectadas por el SARS constituyan un riesgo para la salud pública.

## Síntomas y tratamiento
La OMS recomienda que los casos sospechosos sean aislados y define como caso sospechoso a la persona que después del 1 de febrero de 2003 presente el historial de:
- fiebre alta (>38 °C) (100,4 °F) y
- uno o más síntomas respiratorios, incluyendo tos, respiración entrecortada, dificultad para respirar, signos de hipoxia o un diagnóstico de neumonía y

- uno o más de los siguientes:
  - contacto cercano con una persona sospechosa de tener SARS o
  - historia reciente de viaje a áreas de transmisión documentada del SARS.

Un caso probable se define como un caso sospechoso con el hallazgo adicional de neumonía o síndrome respiratorio por radiografía de tórax o autopsia.
Con la disponibilidad de test diagnóstico para el coronavirus responsable del SARS, la OMS agregó la categoría de SARS confirmado por laboratorio para los pacientes en los que estando en la categoría de caso probable, no tenían todavía cambios radiológicos, pero sí un test positivo para SARS basado en los test nombrado (ELISA, inmunofluorescencia o PCR).
Frecuentemente el número de leucocitos y plaquetas es bajo. Los primeros resultados sugieren que hay una relativa neutrofilia y una relativa linfopenia (relativa porque el número total de leucocitos tiende a ser bajo, es decir hay leucopenia). Otras pruebas de laboratorio sugerentes son un alto índice de lactato deshidrogenasa (LDH) y nivel levemente alto de creatin kinasa (CK) y proteína C-reactiva.
Los síntomas aparecen habitualmente 2-10 días (se ha informado de hasta 13 días) después de la infección (en la mayoría de los casos los síntomas aparecen en los 2-3 días después de la infección). En cerca del 10-20 % de los casos, los síntomas son tan graves que a los pacientes se les debe colocar un aparato de respiración asistida.
Los antibióticos son ineficaces. Inicialmente se comentó el uso anecdótico de esteroides y del antiviral ribavirina como tratamiento, pero la experiencia reciente no proporciona ninguna evidencia científica que apoye esta hipótesis. La CDC está probando otras drogas antivirales contra los coronavirus para ver si pueden formular recomendaciones específicas.
Al 2017, no hay cura o vacuna protectora para el SARS que sea segura y efectiva en humanos. La identificación y desarrollo de vacunas nuevas y medicamentos para el tratamiento de SARS es una prioridad para gobiernos y agencias públicas de salud alrededor del mundo.
Este gráfico representa la evolución de la persona con probable infección, de varios países y los ratios de mortalidad en las 2 últimas semanas.-
.- Persona probablemente infectada = Caso acumulado - Número de fallecimientos- - número de altas. - Razón de mortalidad = Muertes / (Muertes + Altas) - (Fuente : WHO WEB SITE. Puesta al día 06/07/03)

## Otras denominaciones
- Síndrome respiratorio agudo severo (SRAS).
- Neumonía atípica.
- Neumonía asiática.